# Neomariania
Neomariania ist eine Gattung von Schmetterlingen aus der Familie der Stathmopodidae.

## Verbreitung
Die Vertreter der Gattung sind auf den Azoren beheimatet.

## Biologie
Die Biologie der Arten ist unbekannt.

## Systematik
Die Gattung Neomariania  wurde von Rebel ursprünglich als Gattung Mariania  in die Familie der Fransenmotten (Momphidae) gestellt. Später ordnete sie Riedl den Faulholzmotten (Oecophoridae) zu. Gegenwärtig wird die Gattung der Familie Stathmopodidae zugerechnet, die taxonomische Stellung ist aber unsicher. Die Typusart der Gattung ist Neomariania partinicensis (Rebel, 1937).
- Neomariania incertella (Rebel, 1940)
- Neomariania oecophorella (Rebel, 1940)
- Neomariania partinicensis (Rebel, 1937)
- Neomariania rebeli (Walsingham, 1894)
- Neomariania scriptella (Rebel, 1940)

Es sind folgende Synonyme bekannt:
- Mariania  Rebel, 1937; jüngeres Homonym von Mariania  Airaghi, 1901.
- Megaceraea  Rebel, 1940 Nomen nudum
- Megaceraea  Nye & Fletcher, 1991

## Belege
1. 1 2 3 4  J. C. Koster, S. Yu. Sinev: Momphidae, Batrachedridae, Stathmopodidae, Agonoxenidae, Cosmopterigidae, Chrysopeleiidae. In: P. Huemer, O. Karsholt, L. Lyneborg (Hrsg.): Microlepidoptera of Europe. 1. Auflage. Band 5. Apollo Books, Stenstrup 2003, ISBN 87-88757-66-8, S. 191 (englisch).
2. 1 2  Neomariania bei Fauna Europaea. Abgerufen am 8. Mai 2012